# Tacana
Pour les articles homonymes, voir Tacana (homonymie).
Le tacana est une langue tacanane parlée en Amazonie, en Bolivie, dans le département de La Paz, par les Tacana. La langue est parlée par 1 821 locuteurs sur une population ethnique de 5 058 personnes. La langue est menacée.